# Colobura annulata
Colobura annulata  (лат.) — вид дневных бабочек рода Colobura подсемейства Nymphalinae семейства Нимфалиды.
Данный вид бабочек обитает в Центральной Америке (как на юге, так и на севере штатов Калифорния и Техас), а также в северной части Южной Америки.
Внешне очень схож с видом Colobura dirce. Сверху крылья коричневые, снизу чёрно-белые. Размах передних крыльев достигает 36 мм. Обитает на лесистых территориях, на высотах от 200 до 1300 метров.